# Cuartel de inválidos

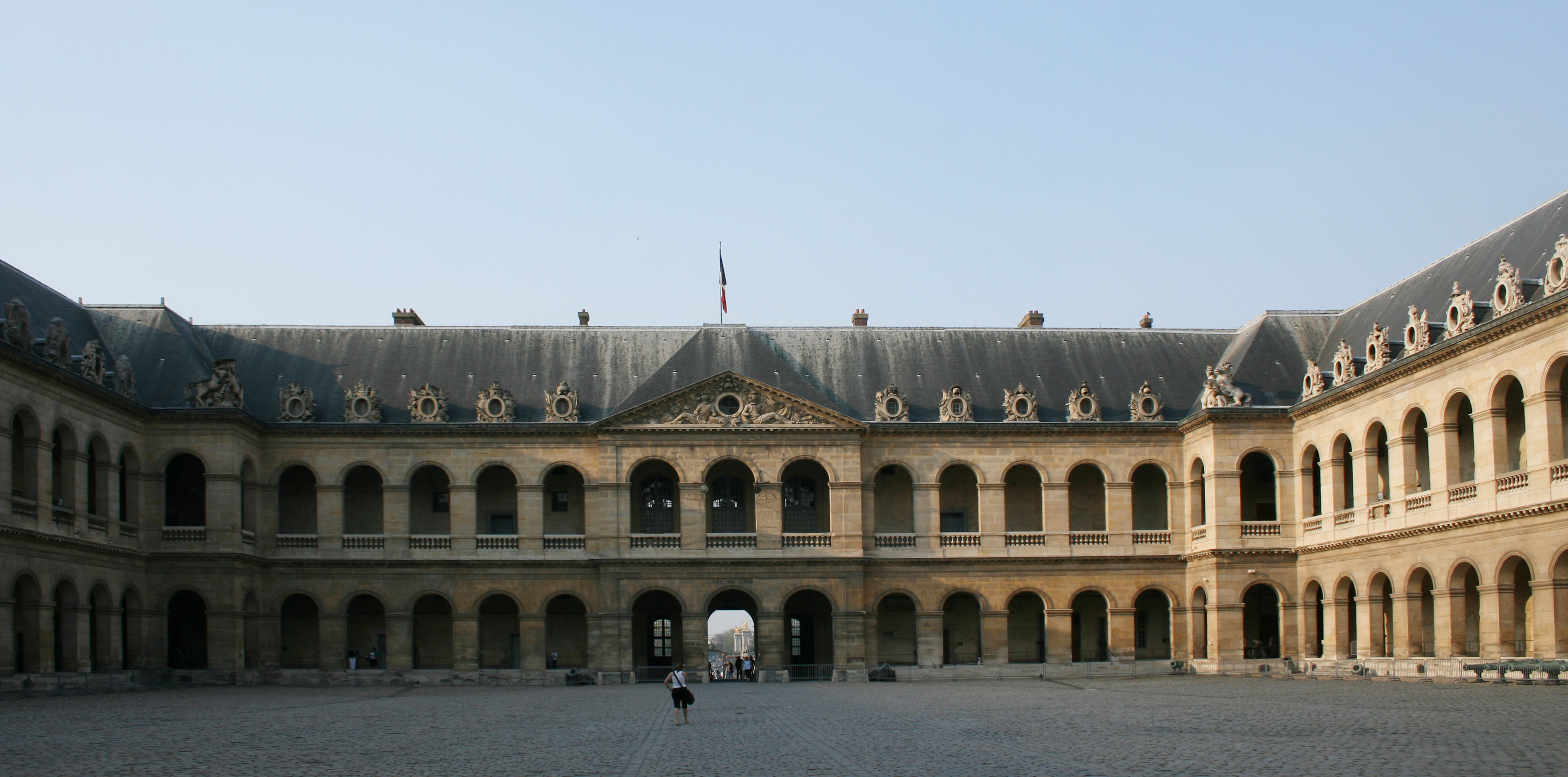
Los inválidos en París

Un cuartel de inválidos es un establecimiento militar destinado a acoger a los militares inutilizados en campaña. 
Luis XIV fundó el primero en París en 1669 y en él se refugiaron los soldados viejos y enfermos que de otro modo hubieran implorado la caridad pública. Napoleón le dotó de talleres, biblioteca y otras dependencias entre las que se encuentra un hermoso jardín. En la iglesia del cuartel descansan las cenizas de aquel capitán famoso. 
En Madrid también existió un establecimiento de esta clase desde el 19 de noviembre de 1838 y aunque no tan suntuoso como el de Francia, al menos proporcionó comodidad y descanso a los inválidos españoles.